# Halldór Laxness

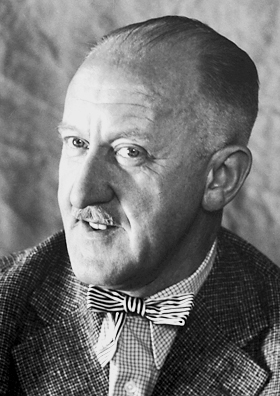
Halldór Laxness (1955)

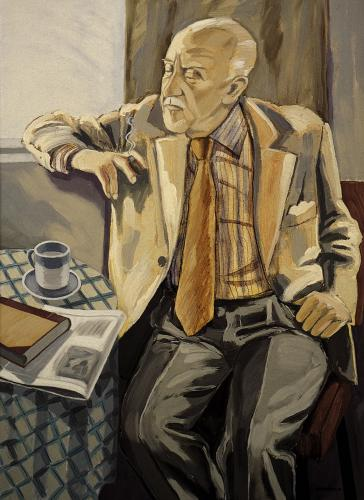
Portret van Halldór Laxness door Einar Hákonarson (1984)

Halldór Kiljan Laxness, geboren als Halldór Guðjónsson (Reykjavik, 23 april 1902 – Gljúfrasteinn (bij Mosfellsbær), 8 februari 1998) was een 20e-eeuwse IJslandse schrijver, dichter en winnaar van de Nobelprijs voor Literatuur 1955. Bekende boeken van hem zijn onder andere Onafhankelijke mensen, Salka Valka: roman van een menschenleven, Het herwonnen paradijs, De klok van IJsland, en Het visconcert.

## Leven
Halldór Kiljan Laxness was de zoon van Guðjón Helgason (* 1870) en Sigríður Halldórsdóttir (*1872).
Hij werd geboren in Reykjavik, daarna verhuisde de familie in 1905 naar Laxnes in Mosfellssveit. Veertig
jaar later verhuisde hij naar Gljúfrasteinn even buiten Mosfellsbær.
Op vroege leeftijd begon hij boeken te lezen en verhalen te schrijven, en toen hij 14 jaar was werd zijn eerste artikel geplaatst in Morgunblaðið onder de initialen H.G. Niet veel later schreef hij een artikel (over een oude klok) onder zijn eigen naam in dezelfde krant.
Vanaf de jaren twintig tot in de Tweede Wereldoorlog maakte Laxness, met onder anderen de dichter Stefán Sigurðsson en de schrijver Þórbergur Þórðarson, deel uit van de avantgardistische kunstenaarsgroep die bijeenkwam in Unuhús aan de Garðastræti in Reykjavik. Daarbij was hij in het bijzonder vriend en mentor van Steinn Steinarr, die geldt als de belangrijkste modernistische dichter van IJsland.
Gedurende zijn carrière schreef hij 51 romans, poëzie, veel krantenartikelen, toneelstukken, reisverhalen, korte verhalen en meer.
Hij was twee keer getrouwd en had vier kinderen. Laxness stierf op 95-jarige leeftijd.

## Postuum
Er zijn verschillende biografieën over Laxness geschreven, waarvan sommige controversieel van aard zijn, zoals het driedelige werk van Hannes Hólmsteinn Gissurarson.
De weduwe van Laxness heeft een rechtszaak aangespannen tegen Gissurarson wegens vermeende schending van het auteursrecht.
De eendelige biografie van Halldor Guðmundsson heeft een IJslandse literaire prijs voor het beste non-fictieboek van 2004 gewonnen.
In 2005 ging in het IJslandse Nationale Theater een toneelstuk van Ólafur Haukur Símonarson in première, getiteld
Halldór í Hollywood (Halldór in Hollywood) over de jaren die Laxness daar doorbracht.
In 2014 ging de door zijn roman Ljós heimsins geïnspireerde opera Der Klang des Offenbarung des Göttlichen van Ragnar Kjartansson en Kjartan Sveinsson in première.

## Katholicisme
Vanaf het eind van 1922 verbleef Laxness enige tijd in de abdij in Clervaux in Luxemburg, waar hij zich bekeerde tot het katholicisme en begin 1923 werd gedoopt.
Bij deze gelegenheid nam hij de familienaam Laxness aan en voegde Kiljan toe achter zijn voornaam Halldór. Kiliaan was een Ierse martelaar en heilige. (N.B.: de meeste IJslandse namen kennen geen familienaam.)
Binnen de muren van de abdij deed hij aan zelfstudie, las boeken, studeerde Frans, Latijn, theologie en filosofie. Het was op deze plek dat hij het verhaal Undir Helgahnjúk schreef, dat in 1924 werd gepubliceerd.
Laxness gaf het boek uit onder zijn nieuwe naam Halldór Kiljan Laxness. Tijdens zijn verblijf in de abdij werd Laxness vroom en zelfs orthodox. Kort na zijn doop werd hij lid van een groep die er voor bad dat Noord-Europa weer katholiek zou worden.
Laxness schreef over zijn katholicisme in het boek Vefarinn mikli frá Kasmír, uitgegeven in 1927.

## Socialisme, oorlog, onafhankelijkheid
Laxness begon te neigen naar het socialisme nadat hij naar de Verenigde Staten was afgereisd om films te maken.
Dit wordt duidelijk in zijn roman Atómstöðin, waarin het gevecht van gewone mensen wordt beschreven die proberen een plaats te vinden in een nieuwe IJslandse maatschappij tijdens de Koude Oorlog als er een Amerikaanse luchtmachtbasis wordt gevestigd..

## Publicaties
De volgende lijst is een gedeeltelijke lijst van alle publicatie van of over Laxness:
- 1919: Barn náttúrunnar, roman
- 1923: Nokkrar sögur, korte verhalen
- 1924: Undir Helgahnúk, roman
- 1925: Kaþólsk viðhorf, essay
- 1927: Vefarinn mikli frá Kasmír, roman
- 1929: Alþýðubókin, artikelen
- 1930: Kvæðakver, gedichten
- 1931: Salka Valka (Deel I) - Þú vínviður hreini, roman
- 1932: Salka Valka (Deel II) - Fuglinn í fjörunni, roman
- 1933: Fótatak manna, korte verhalen (zie Þættir)
- 1933: Í Austurvegi, reisverhalen
- 1934: Straumrof, toneelstuk
- 1934: Sjálfstætt fólk (Deel I) - Landnámsmaður Íslands, roman
- 1935: Sjálfstætt fólk (Deel II) - Erfiðir tímar, roman
- 1935: Þórður gamli halti, korte verhalen (zie Þættir)
- 1937: Dagleið á fjöllum, artikelen
- 1937: Heimsljós - Ljós heimsins (later getiteld, Kraftbirtíngarhljómur guðdómsins), roman
- 1938: Gerska æfintýrið, reisverhalen
- 1938: Heimsljós (Deel II) - Höll sumarlandsins, roman
- 1939: Heimsljós (Deel III) - Hús skáldsins, roman
- 1940: Heimsljós (Deel IV) - Fegurð himinsins, roman
- 1942: Vettvángur dagsins, artikelen
- 1942: Sjö töframenn, korte verhalen (see Þættir)
- 1943: Íslandsklukkan (De klok van IJsland, Deel I) - Íslandsklukkan, roman
- 1944: Íslandsklukkan (Deel II) - Hið ljósa man, roman
- 1946: Íslandsklukkan (Deel III) - Eldur í Kaupinhafn, roman
- 1946: Sjálfsagðir hlutir, essays
- 1948: Atómstöðin, roman
- 1950: Reisubókarkorn, artikelen
- 1950: Snæfríður Íslandssól, toneelstuk (naar Íslandsklukkan)
- 1952: Gerpla, roman
- 1952: Heiman eg fór, roman/reisverhalen
- 1954: Silfurtúnglið, toneelstuk
- 1954: Þættir, verzamelde korte verhalen
- 1955: Dagur í senn, artikelen

- 1957: Brekkukotsannáll, roman
- 1959: Gjörníngabók, artikelen
- 1960: Paradísarheimt, roman
- 1961: Strompleikurinn, toneelstuk
- 1962: Prjónastofan Sólin, toneelstuk
- 1963: Skáldatími, artikelen
- 1964: Sjöstafakverið, korte verhalen
- 1965: Upphaf mannúðarstefnu, artikelen
- 1966: Dúfnaveislan, toneelstuk
- 1967: Íslendíngaspjall, artikelen
- 1968: Kristnihald undir Jökli, roman
- 1969: Vínlandspúnktar, artikelen
- 1970: Innansveitarkronika, roman
- 1970: Úa, toneelstuk (naar Kristnihald undir Jökli)
- 1971: Yfirskygðir staðir, artikelen
- 1972: Guðsgjafaþula, roman
- 1972: Norðanstúlkan, toneelstuk (naar Atómstöðin)
- 1974: Þjóðhátíðarrolla, artikelen
- 1975: Í túninu heima, memoires I
- 1976: Úngur eg var, memoires III
- 1977: Seiseijú, mikil ósköp, artikelen
- 1978: Sjömeistarasagan, memoires II
- 1980: Grikklandsárið, memoires IV
- 1981: Við heygarðshornið, artikelen
- 1984: Og árin líða, artikelen
- 1986: Af menníngarástandi, artikelen
- 1987: Dagar hjá múnkum, memoires
- 1987: Sagan af brauðinu dýra, kort verhaal
- 1992: Jón í Brauðhúsum, kort verhaal
- 1992: Skáldsnilld Laxness
- 1996: Fugl á garðstaurnum og fleiri smásögur, korte verhalen
- 1997: Únglíngurinn í skóginum, gedicht
- 1998: Perlur í skáldskap Laxness
- 1999: Úngfrúin góða og Húsið, kort verhaal
- 2000: Smásögur, korte verhalen
- 2001: Gullkorn úr greinum Laxness
- 2001: Kórvilla á Vestfjörðum og fleiri sögur, korte verhalen.
- 2001: Laxness um land og Þjóð

## Nederlandse vertalingen
- Salka Valka
- Vrije Mannen
- Het licht der wereld
- Het visconcert
- De klok van IJsland
- Het herwonnen paradijs
- Onafhankelijke mensen
- De gelukkige krijgers
- Aan de voet van de gletsjer